# 帕蘭加足球會
帕蘭加足球會（FK Palanga）是立陶宛的一家足球俱樂部，主場位於帕兰加。球隊參加立陶宛足球超級聯賽的賽事。

## 外部連結
- Official website （页面存档备份，存于）